# World Thinking Day
Il World Thinking Day, o solo Thinking Day (in italiano è usata anche la dizione Giornata del pensiero), è celebrato ogni anno il 22 febbraio, in ambito Scautismo da tutti gli scout del mondo. È un giorno per riflettere sul senso dello scautismo e per rivolgere un pensiero agli altri scout di tutto il mondo. Nelle associazioni che comprendono al loro interno sia Guide che Scout, anche questi partecipano solitamente al Thinking Day.
Tutti gli esploratori e guide del mondo in quel giorno si ritrovano per fare giochi, cantare e festeggiare a nome di B.-P. e tutti gli scout del mondo. Si celebra anche tra associazioni scautistiche diverse.
L'Associazione Mondiale Guide ed Esploratori (AMGE) per l'occasione sceglie un tema di rilevanza internazionale e dei Paesi su cui focalizzare l'attenzione dell'evento; l'obiettivo è quello di far riflettere i ragazzi di tutte le età, in modo diverso e quindi a diversi livelli di comprensione e con diversi strumenti educativi, sulla particolare tematica scelta. Così, l'evento diventa anche opportunità per conoscere gli usi e i costumi degli altri paesi.
In questo stesso giorno, che coincide con l'anniversario di nascita di Robert Baden-Powell e della moglie Olave, molte associazioni dell'Organizzazione Mondiale del Movimento Scout (OMMS) festeggiano il B.-P. Day o Founders' Day, ovvero una giornata commemorativa dedicata a Baden-Powell. Molte associazioni, come ad esempio l'AGESCI, che aderisce contemporaneamente sia all'AMGE che all'OMMS, e l'FSE, festeggiano questa data tutto il gruppo insieme. In Italia in alcune associazioni, tra le quali la sopraccitata FSE, tale ricorrenza è nota con il nome di Giornata del Ricordo.

## Storia
Fu fondato nel 1926, alla quarta Conferenza Internazionale del Guidismo, tenutasi presso Camp Edith Macy dalle Girl Scouts of the USA (oggi chiamato Edith Macy Conference Center), quando alcune delegate della conferenza evidenziarono il bisogno di un giorno speciale internazionale in cui le Guide dedicassero il loro pensiero alla diffusione del Guidismo e alle loro "sorelle" Guide nel mondo.
Fu scelto il giorno 22 febbraio in quanto compleanno di Olave Baden-Powell, Capo Guida del Mondo, e di suo marito Robert Baden-Powell, fondatore del movimento scout.
Nel 1999, alla trentesima Conferenza Mondiale, tenutasi in Irlanda, il nome fu cambiato da "Thinking Day" a "World Thinking Day", così da enfatizzare l'aspetto globale di questo giorno speciale.

## World Thinking Day Fund
Alla settima Conferenza Mondiale in Polonia, una delegata belga suggerì che l'amicizia delle Guide fosse manifestata non solamente tramite lo scambio di auguri, ma anche tramite regali, tipica tradizione dei compleanni, sotto forma di un contributo volontario all'Associazione Mondiale Guide ed Esploratrici.
Nella sua prima lettera riguardante il World Thinking Day Fund, Olave Baden-Powell chiese alle Guide di donare "solo un penny," per supportare il movimento.
Il World Thinking Day Fund è usato per aiutare ragazze e giovani donne nel mondo diffondendo al contempo il Guidismo.

## Temi del World Thinking Day
L'Associazione Mondiale Guide ed Esploratrici sceglie un tema per ogni World Thinking Day e propone delle attività correlate. I più recenti temi sono:
- 2005: Think about food
- 2006: Think about, talk about and do something about adolescent health issues; anche abbreviato in Think about adolescent health
- 2007: Discover your potential by taking the lead, growing friendships, and speaking out; anche abbreviato in Discover your potential
- 2008: Think about water
- 2009: Obiettivo di Sviluppo del Millennio nº 6: "Combattere l'HIV/AIDS, la malaria ed altre malattie"[1]
- 2010: Obiettivo di Sviluppo del Millennio nº 1: "Sradicare la povertà estrema e la fame"[1]
- 2011: Obiettivo di Sviluppo del Millennio nº 3: "Promuovere la parità dei sessi e l'autonomia delle donne"[1]
- 2012: Obiettivo di Sviluppo del Millennio nº 7: "Garantire la sostenibilità ambientale"[1]
- 2013: Obiettivo di Sviluppo del Millennio nº 4: "Ridurre la mortalità infantile" e Obiettivo di Sviluppo del Millennio nº 5: "Migliorare la salute materna"[1]
- 2014: Obiettivo di Sviluppo del Millennio nº 2: "Rendere universale l'istruzione primaria"[1]
- 2015: Obiettivo di Sviluppo del Millennio nº 8: "Sviluppare un partenariato mondiale per lo sviluppo"[1]
- 2016: Connect
- 2017: Grow
- 2018: Impact
- 2019: Leadership
- 2020: Diversity, equity and inclusion[2]
- 2021: Peacebuilding[2]

## Tradizioni e attività
Ogni anno, le Ranger Guides dell'unità fondata da Mona Burgin ad Auckland (Nuova Zelanda) partono prima dell'alba per raggiungere la vetta del Monte Eden, dove aspettano l'alba per issare la bandiera dell'Associazione Mondiale Guide ed Esploratrici, cantano la canzone mondiale del guidismo, e svolgono attività sui temi e sui paesi scelti per l'evento, cominciando così "The Big Think", il grande pensiero che dalla Nuova Zelanda si diffonde in tutto il mondo.
Nel fine settimana più vicino al World Thinking Day, Guide e Scout di tutto il mondo si incontrano su ScoutLink per chattare, celebrare l'evento e festeggiare i compleanni dei loro fondatori. Viene anche organizzato il Thinking Day on the Air (TDOTA) usando apparecchi radio amatoriali, sulla falsariga del Jamboree On The Air.
Un'altra tradizione è che ogni guida (anche se non più in attività), ponga una candela alla sua finestra al tramonto.
È anche tradizione inviare lettere o cartoline ad altri scout o guide prima del World Thinking Day. Nel 2009, 2010 e 2011 una campagna di invio di cartoline è stata organizzata dai Ring deutscher Pfadfinderverbände, Ring Deutscher Pfadfinderinnenverbände, Lëtzebuerger Guiden a Scouten, Movimento Scout Svizzero, Pfadfinder und Pfadfinderinnen Liechtensteins and Pfadfinder und Pfadfinderinnen Österreichs.